# Lijst van voormalige gemeenten in Utrecht
Dit is een lijst van voormalige Utrechtse gemeenten.
Als het grondgebied van een opgeheven gemeente over meerdere gemeenten is verdeeld, is het grootste deel bij de eerstgenoemde ontvangende gemeente gevoegd. Grenscorrecties tussen gehandhaafde gemeenten zijn niet in de lijst opgenomen. Vóór 1830 kan de informatie onvolledig zijn.

## Naamgeving bestuurlijke entiteiten
*: nieuw gevormde gemeentelijke entiteit die een naam gekozen heeft, die nog niet eerder is gebruikt door een andere gemeentelijke entiteit

(naamswijziging): een gemeentelijke entiteit die, zonder wijzigingen aan het grondgebied, gekozen heeft voor een nieuwe naam

Bij een herindeling ontstaat altijd een nieuwe bestuurlijke entiteit, de nieuwe entiteit kan ervoor kiezen een oude naam te handhaven. Echter er is juridisch sprake van "samenvoeging met" van de oude entiteit (en geen toevoeging aan), deze informatie is voor de leesbaarheid en herkenbaarheid wellicht hier weggelaten. Bijvoorbeeld De Ronde Venen is samengevoegd met Abcoude tot de nieuwe bestuursentiteit De Ronde Venen.

## 2019
- Vianen > Vijfheerenlanden*

## 2011
- Abcoude > De Ronde Venen
- Breukelen > Stichtse Vecht*
- Loenen > Stichtse Vecht*
- Maarssen > Stichtse Vecht*

## 2006
- Amerongen > Utrechtse Heuvelrug*
- Doorn > Utrechtse Heuvelrug*
- Driebergen-Rijsenburg > Utrechtse Heuvelrug*
- Leersum > Utrechtse Heuvelrug*
- Maarn > Utrechtse Heuvelrug*

## 2002
- Loosdrecht > Wijdemeren* (provincie Noord-Holland)
- Vianen (provincie Zuid-Holland) > Vianen (provincie Utrecht)

## 2001
- Harmelen > Woerden
- Maartensdijk > De Bilt
- Vleuten-De Meern > Utrecht

## 1996
- Cothen > Wijk bij Duurstede
- Langbroek > Wijk bij Duurstede

## 1989
- Benschop > Lopik en IJsselstein
- Kamerik > Woerden (provincie Zuid-Holland > provincie Utrecht)
- Kockengen > Breukelen
- Linschoten > Montfoort, Woerden en Harmelen
- Mijdrecht > De Ronde Venen* en Nieuwveen (provincie Zuid-Holland)
- Nigtevecht > Loenen en Abcoude
- Polsbroek > Lopik
- Snelrewaard > Oudewater en Montfoort
- Vinkeveen en Waverveen > De Ronde Venen*
- Willeskop > Montfoort en Oudewater
- Wilnis > De Ronde Venen* en Nieuwkoop (provincie Zuid-Holland)
- Zegveld > Woerden (provincie Zuid-Holland > provincie Utrecht) en Bodegraven (provincie Zuid-Holland)

## 1974
- Hoogland > Amersfoort en Bunschoten

## 1971
- Jutphaas > Nieuwegein*
- Vreeswijk > Nieuwegein*

## 1970
- Hoenkoop > Oudewater (provincie Zuid-Holland > provincie Utrecht)

## 1969
- Stoutenburg > Leusden

## 1964
- Loenersloot > Loenen en Breukelen
- Odijk > Bunnik
- Rietveld > Woerden (provincie Zuid-Holland) en Bodegraven (provincie Zuid-Holland)
- Ruwiel > Breukelen en Kockengen
- Vreeland > Loenen
- Werkhoven > Bunnik

## 1962
- Schalkwijk > Houten
- Tull en 't Waal > Houten

## 1957
- Tienhoven > Maarssen en Maartensdijk
- Westbroek > Maartensdijk en Maarssen

## 1954
- Achttienhoven > Utrecht en Westbroek
- Haarzuilens > Vleuten-De Meern*
- Oudenrijn > Vleuten-De Meern*, Utrecht en Jutphaas
- Veldhuizen > Vleuten-De Meern* en Harmelen
- Vleuten > Vleuten-De Meern* en Harmelen
- Zuilen > Utrecht en Maarssen

## 1949
- Breukelen-Nijenrode > Breukelen*
- Breukelen-Sint Pieters > Breukelen*
- Maarsseveen > Maarssen

## 1943
- Jaarsveld > Lopik
- Willige-Langerak > Lopik

## 1942
- Laag Nieuwkoop > Kockengen

## 1941
- Abcoude-Baambrugge > Abcoude*
- Abcoude-Proosdij > Abcoude*

## 1931
- Driebergen > Driebergen-Rijsenburg*
- Rijsenburg > Driebergen-Rijsenburg*

## 1857
- Achthoven > Linschoten
- Cabauw > Willige-Langerak
- Darthuizen > Leersum
- Duist > Hoogland
- Gerverscop > Harmelen
- 's-Gravesloot > Kamerik*
- Kamerik-Houtdijken > Kamerik*
- Kamerik-Mijzijde > Kamerik*
- Maarssenbroek > Maarssen
- Noord-Polsbroek > Polsbroek*
- Oudhuizen > Wilnis
- Oud-Wulven > Houten
- Portengen > Breukelen en Ruwiel
- Rhijnauwen > Bunnik
- Schonauwen > Houten
- Sterkenburg > Driebergen
- Teckop > Kamerik*
- De Vuursche > Baarn
- Wulverhorst > Linschoten
- Zevender > Willige-Langerak
- Zuid-Polsbroek > Polsbroek*

## 1846
- Vliet > Haastrecht

## 1841
- Vinkeveen > Vinkeveen en Waverveen*
- Waverveen > Vinkeveen en Waverveen*

## 1823
- Abstede > Utrecht
- Catharijne > Utrecht
- Lauwerecht > Utrecht
- Tolsteeg > Utrecht

## 1821
- Cabauw (provincie Holland) > Cabauw (provincie Utrecht)
- Zevender (provincie Holland) > Zevender (provincie Utrecht)
- Zuid-Polsbroek (provincie Holland) > Zuid-Polsbroek (provincie Utrecht)
- Oukoop (provincie Utrecht) > Oukoop (provincie Holland)
- Papekop (provincie Utrecht) > Papekop (provincie Holland)

## 1820
- Indijk > Harmelen
- Stichts Loenen > Loenen

## 1818
- Breukelen > Breukelen-Nijenrode* en Breukelen-Sint Pieters*
- Polsbroek > Noord-Polsbroek, Hoenkoop
- Uithoorn > Uithoorn en Thamen*
- Waarder (provincie Utrecht / Holland) > Waarder (provincie Holland), Lange Ruige Weide, Papekop, Oukoop (provincie Utrecht) (splitsing)

## 1817
- Abcoude > Abcoude-Baambrugge* en Abcoude-Proosdij* (splitsing)
- Polsbroek (provincie Utrecht) > Cabauw, Vliet, Vlist, Zevender, Zuid-Polsbroek (provincie Holland), Polsbroek (provincie Utrecht)  (splitsing)
- Waarder (provincie Utrecht / Holland) > Barwoutswaarder, Hekendorp (provincie Holland), Waarder (provincie Utrecht / Holland) (splitsing)

## 1814
- Cabauw (gemeente Polsbroek) > van provincie Utrecht naar Holland
- Vliet (gemeente Polsbroek) > van provincie Utrecht naar Holland
- Vlist (gemeente Polsbroek) > van provincie Utrecht naar Holland
- Zevender (gemeente Polsbroek) > van provincie Utrecht naar Holland
- Zuid-Polsbroek (gemeente Polsbroek) > van provincie Utrecht naar Holland

N.B. Gemeente Polsbroek ligt hiermee in twee provincies tegelijk.
- Barwoutswaarder (gemeente Waarder) > van provincie Utrecht naar Holland
- Hekendorp (gemeente Waarder) > van provincie Utrecht naar Holland
- Waarder (gemeente Waarder) > van provincie Utrecht naar Holland

N.B. Gemeente Waarder ligt hiermee in twee provincies tegelijk.

## 1811
- Oostveen > Maartensdijk (naamsverandering)